# 盖瑟尔赫灵
盖瑟尔赫灵是德国巴伐利亚州的一个市镇。总面积99.85平方公里，总人口6649人，其中男性3370人，女性3279人（2011年12月31日），人口密度67人/平方公里。